# Type 92 Jyu-Sokosha
O carro blindado pesado Type 92 (九二式重装甲車, Kyū-ni-shiki Jū-sōkōsha), também conhecido como tanque de cavalaria Tipo 92, foi o primeiro tanquete nacional do Império do Japão. Projetado para uso pela cavalaria do Exército Imperial Japonês pela Ishikawajima Motorcar Manufacturing Company (atualmente Isuzu Motors), o Type 92 foi projetado para reconhecimento e suporte de infantaria. O Type 92 tinha blindagem fina e armamento leve. Embora na verdade fosse um tanque leve, era chamado de sōkōsha (carro blindado) em japonês devido ao seccionalismo político dentro do Exército Japonês (os tanques eram controlados pela infantaria, enquanto a nova arma era destinada à cavalaria). Exatamente o mesmo dispositivo foi usado na América com o M1 Combat Car.

## História do desenvolvimento
Após a Primeira Guerra Mundial, muitos países europeus tentaram mecanizar sua cavalaria. Paralelamente, a cavalaria japonesa também experimentou uma variedade de carros blindados com sucesso limitado. Esses carros blindados com rodas não eram adequados para a maioria das operações na Manchúria, devido às más condições das estradas e ao clima rigoroso do inverno. O exército japonês (como os exércitos dos EUA, França, Reino Unido e Rússia) tentou vários métodos para integrar blindagens modernas em suas formações tradicionais de cavalaria a cavalo.

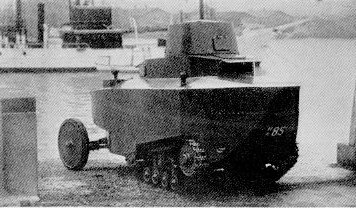
Carro blindado anfíbio experimental Sumida AMP durante testes, 1930

Desde o início da década de 1920, a Escola de Cavalaria do Exército Imperial Japonês, sediada na prefeitura de Chiba, testou uma variedade de tanques leves europeus, incluindo seis tanquetes Carden Loyd e vários Renault FT, e em 1929 foi tomada a decisão de prosseguir com o desenvolvimento doméstico de um novo veículo, baseado principalmente no projeto do Carden Loyd e destinado a resolver as deficiências dos carros blindados com rodas.
O desenvolvimento do Type 92 começou depois que os japoneses decidiram desenvolver um pequeno veículo no Japão para operações móveis. A princípio, um carro anfíbio híbrido conhecido como carro blindado anfíbio Sumida (AMP) foi testado em 1930. Ele tinha lagartas e rodas e era capaz de dirigir para frente e para trás, tanto na água quanto em terra. O protótipo AMP não foi totalmente bem-sucedido, e a cavalaria japonesa não ficou impressionada com o desempenho. A cavalaria queria um veículo com maior potência e melhores capacidades fora de estrada. Depois disso, o conceito de carro anfíbio foi abandonado, e o projeto foi alterado para um veículo de lagartas para uso terrestre apenas.
A produção do Type 92 foi iniciada pela Ishikawajima Motorcar Manufacturing Company. A produção foi atormentada por problemas técnicos e, no total, apenas 167 unidades foram construídas entre 1932 e 1939. Após alguns problemas iniciais com o trem de pouso, o Type 92 provou ser bem adequado para terrenos acidentados e estradas ruins da Manchúria e da China e conseguiu atingir uma velocidade de 40 km/h. Alguns veículos eram equipados com dois holofotes para operações noturnas e rádios Type 94 Mk 4 Otsu (este modelo de 1934 tinha um alcance de 0,9 km e pesava 39 kg; usava uma antena de 7,0 m de comprimento em forma de "L reverso"). A suspensão original com seis rodas de estrada e três rolos de retorno causava problemas contínuos e foi redesenhada. A série de produção posterior tinha quatro rodas de estrada e dois rolos de retorno. A versão posterior às vezes foi erroneamente chamada de "tanque leve Type 93".
O Type 92 acabou sendo substituído pelo tanquete Type 94 durante a Segunda Guerra Sino-Japonesa, embora fontes britânicas e americanas frequentemente confundissem os dois modelos.

## Blindagem e armamento

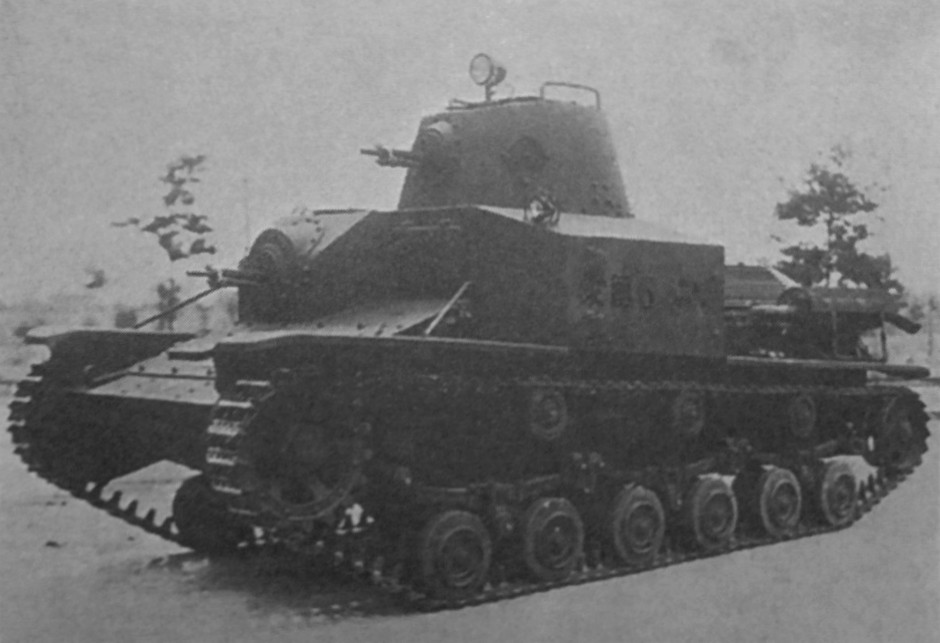
Tanquete Type 92 com armamento inicial e suspensão anterior de seis rodas de estrada e três rolos de retorno

O Type 92 usava blindagem rebitada e soldada com espessura máxima de 6 mm (no casco) a 12 mm (na torre). A blindagem fina mantinha o peso em três toneladas; no entanto, podia ser penetrado por fogo de metralhadora. Embora sua blindagem fosse mais fina e seu armamento muito mais leve do que seus contemporâneos europeus, o Type 92 só conseguia atingir uma velocidade de 40 km/h.
O armamento consistia em duas metralhadoras, uma na torre de deslocamento manual e uma no casco. Os primeiros modelos tinham metralhadoras Type 91 de 6,5 mm em ambas as posições. Mais tarde, a arma montada no casco foi substituída por uma metralhadora pesada Type 92 de 13 mm com mira manual, construída sob licença pela Hotchkiss. A arma tinha deslocamento limitado, mas incluía uma ocular giratória na ótica da mira e uma montagem de ângulo alto, permitindo o uso antiaéreo. A metralhadora da torre foi substituída mais tarde pela metralhadora leve Type 97 de 7,7 mm.
Após o término da produção, esforços foram feitos para melhorar o armamento para manter o veículo relevante no campo de batalha. Tentativas também foram feitas em 1933 para montar um canhão de tanque de 37 mm no casco do veículo para dar a ele "capacidades antitanque". Foi determinado como "impraticável" e, portanto, abandonado. O canhão automático Type 98 de 20 mm foi montado com sucesso no casco de vários veículos após 1937, no lugar da metralhadora de 13,2 mm. Além disso, uma montagem antiaérea externa foi armazenada no veículo, que poderia ser fixada na parte traseira externa da torre, permitindo que uma metralhadora Type 91 adicional fosse montada. As escotilhas do motor podiam ser abertas e travadas juntas para formar um assento para o artilheiro usando a metralhadora montada externamente.

## Variantes

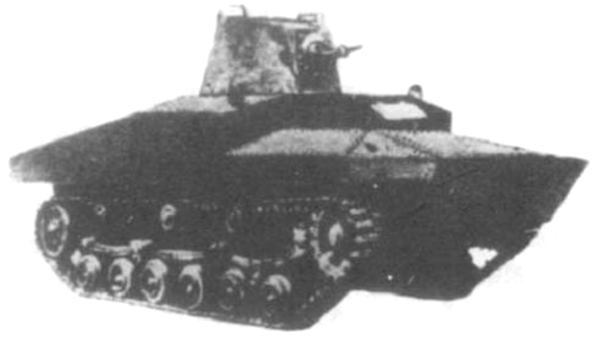
Type 92 A-I-Go experimental (versão anfíbia)

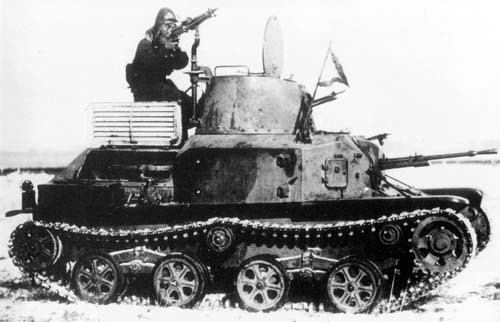
Modelo posterior Type 92 - nova suspensão com quatro rodas de estrada e dois rolos de retorno

Havia dois modelos de protótipos iniciais. O protótipo inicial com rodas e a versão anfíbia experimental (Type 92 A-I-Go) com casco estanque, flutuadores e hélices (apenas 2 construídos) finalmente resultaram no modelo de produção inicial com dois bogies de cada lado, cada um com duas pequenas rodas de estrada revestidas de borracha. No entanto, este modelo foi substituído na produção por um modelo de produção posterior com suspensão melhorada, quando a experiência de combate mostrou que o Type 92 inicial tendia a lançar suas lagartas em curvas de alta velocidade.
Havia três variantes principais de produção. Um primeiro modelo "inicial" de produção do Type 92. O armamento inicial era de duas metralhadoras leves Type 91 de 6,5 mm, com uma montada na torre e uma no casco. Isso foi usado pela divisão de cavalaria do EIJ que participou do ataque de Harbin, 1932.
O Type 92 de produção inicial ou "intermediária" rearmado incluía a metralhadora pesada de 13,2 mm no casco. A primeira Companhia Especial de Tanques da 8ª Divisão o usou na batalha de Rehe, em março de 1933. O modelo rearmado de produção média permitiu alguma capacidade antiaérea, aumentando a utilidade do veículo.
O Type 92 "posterior" foi implantado na Manchúria, em abril de 1942. As modificações incluíram um novo trem de força, novas vigias redesenhadas e fendas de visão com giro diferente, uma nova metralhadora leve de torre, a Type 96 recarregada para munição 7,7 mm Type 99. Ele continuou a montar uma metralhadora pesada de 13,2 mm no casco.

## Uso de combate

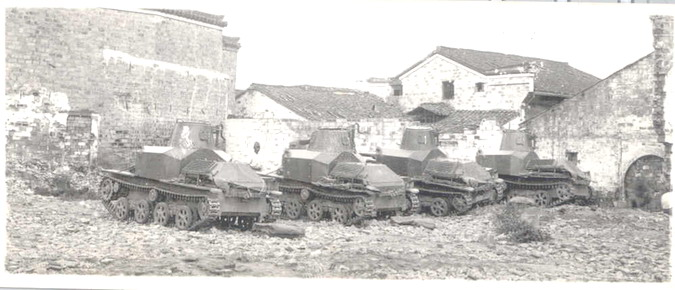
Tanquetes Type 92 em Wanshi Chin perto de Nanquim em 1941

O tanquete Type 92 foi implantado principalmente com o Exército de Kwantung na Manchúria e o Exército de Chosen na Coreia. O Exército Imperial de Manchukuo também recebeu 30 Type 92.
Ações notáveis nas quais o Type 92 participou incluíram a Batalha de Harbin com a 1ª Brigada de Cavalaria e a Batalha de Rehe com a 1ª Companhia Especial de Tanques da 8ª Divisão.